# Ctimene excellens
Ctimene excellens är en fjärilsart som beskrevs av Butler 1887. Ctimene excellens ingår i släktet Ctimene och familjen mätare. Inga underarter finns listade i Catalogue of Life.